# Biblioteca Augusta
La Biblioteca Augusta è una biblioteca comunale, situata nel Palazzo Conestabile della Staffa, in via delle Prome, nella zona di Porta Sole a Perugia.
Nata nel 1582 dalla donazione che l'umanista perugino Prospero Podiani fece al Comune di Perugia della propria biblioteca privata, comprendente circa 10.000 volumi (7.000 opere), nel 1623 fu aperta al pubblico e come tale è una delle più antiche biblioteche pubbliche.
Parte integrante della biblioteca è l'ex chiesa Sant'Angelo della Pace in Porta Sole che dal 2009 è stata intitolata a Walter Binni.
La consistenza del patrimonio bibliografico - a dicembre 2012 - è di circa 385.319 documenti, 3.408 manoscritti, 1.330 incunaboli e 3.771 periodici.
Il fondo antico contiene 16.500 cinquecentine e 55.000 edizioni dal 1600 al 1830.
Il suo catalogo comprende oltre 520.000 schede.
È la biblioteca più importante del Sistema bibliotecario comunale di Perugia, che comprende Biblionet della frazione di Ponte San Giovanni, la Biblioteca San Matteo degli Armeni, specializzata sui temi della pace, della nonviolenza, dei diritti umani, del dialogo interculturale e interreligioso, la Biblioteca Sandro Penna della frazione di San Sisto, la Biblioteca Villa Urbani e il Bibliobus, la biblioteca itinerante che raggiunge numerose frazioni del Comune di Perugia non servite da biblioteche.

## Storia

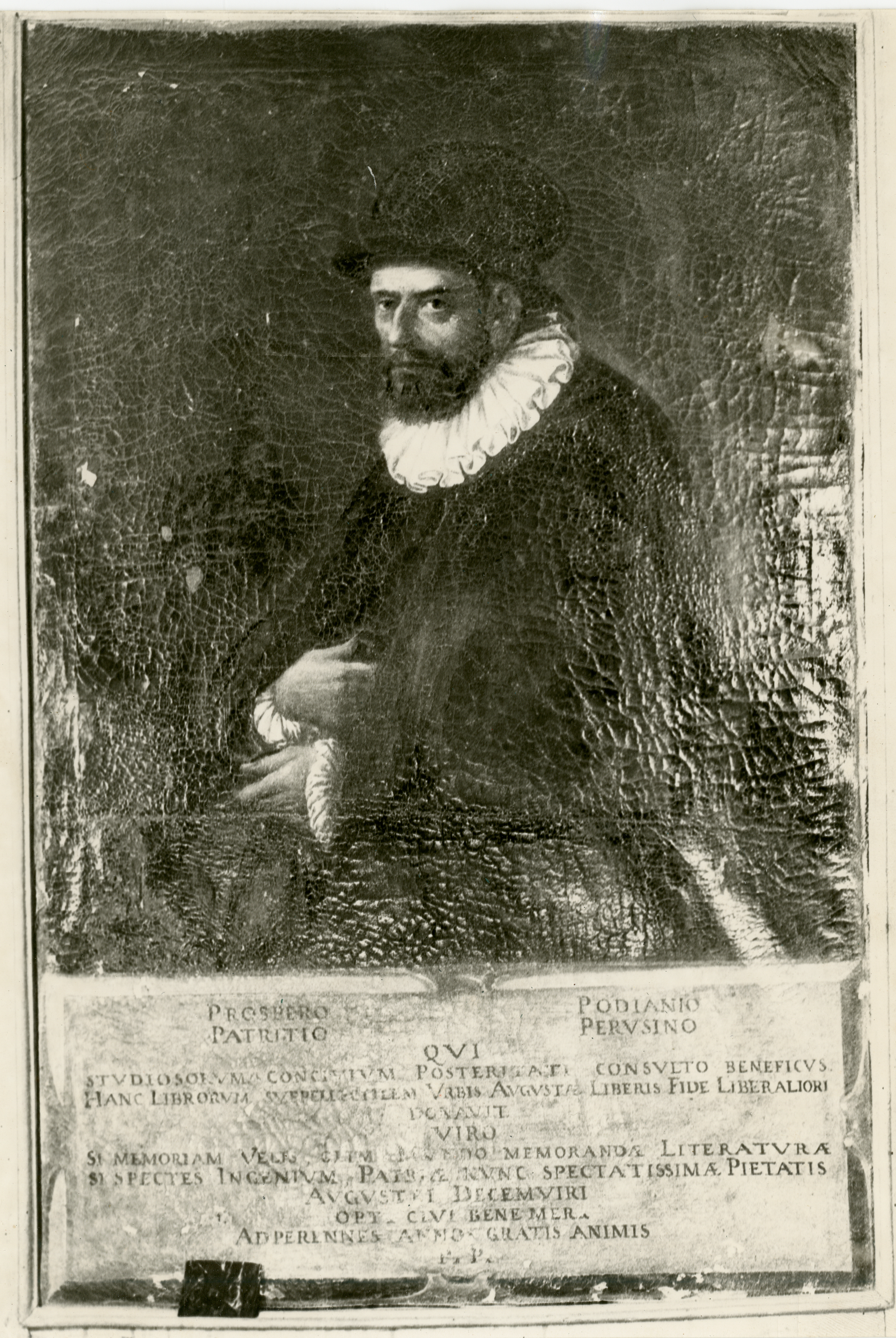
Prospero Podiani, il primo direttore della Biblioteca Augusta (1582-1615), foto Archivio Giovanni Cecchini, Biblioteca Augusta

La Biblioteca Augusta nasce dalla donazione da parte dell'umanista e bibliofilo Prospero Podiani della propria raccolta libraria consistente in circa 10.000 volumi.
L'atto di donazione è del 22 dicembre 1582 e questa data segna di fatto l'atto ufficiale di nascita della Biblioteca Augusta che è da ritenersi, pertanto, una della biblioteche pubbliche più antiche d'Italia.
La denominazione adottata si spiega con l'uso umanistico di rifarsi all'antichità classica - Augusta Perusia – e con i rapporti che nel XVIII secolo intercorsero tra la pubblica libreria e l'Accademia Augusta.

### Origine della Biblioteca Augusta: laLibrariaPodiani
La costituzione della Biblioteca Augusta ha un carattere originale rispetto a quella della maggior parte delle biblioteche italiane: è una biblioteca ideata e predisposta, come insieme di libri destinati ad uso pubblico, per iniziativa di un privato, il perugino Prospero Podiani, il cui tenace proposito di dotare la città di una biblioteca pubblica è stato sostenuto dalla disponibilità dell'amministrazione comunale.
Il Comune di Perugia, infatti, non solo ha sostenuto, ma ha anche difeso dagli stessi ripensamenti del donatore, la Biblioteca, ne ha favorito lo sviluppo e l'accrescimento rispettando il carattere laico e pubblico, ne ha stabilito il finanziamento autonomo e riconosciuto l'esigenza di un bibliotecario ufficialmente incaricato e retribuito.
La prima sede della biblioteca fu un edificio confinante col Palazzo dei Priori acquistato dalla famiglia Boncambi, il primo bibliotecario fu Prospero Podiani.
Dopo di lui fu designato come bibliotecario, con l'incarico di riordinare e redigere l'inventario della raccolta libraria, Fulvio Mariottelli autore del Ragguaglio intorno alla libraria Podiani, edito a Perugia nel 1618, che Alfredo Serrai ha definito il primo trattato teorico sulla biblioteca pubblica.

### Libreriapubblica a Palazzo Meniconi

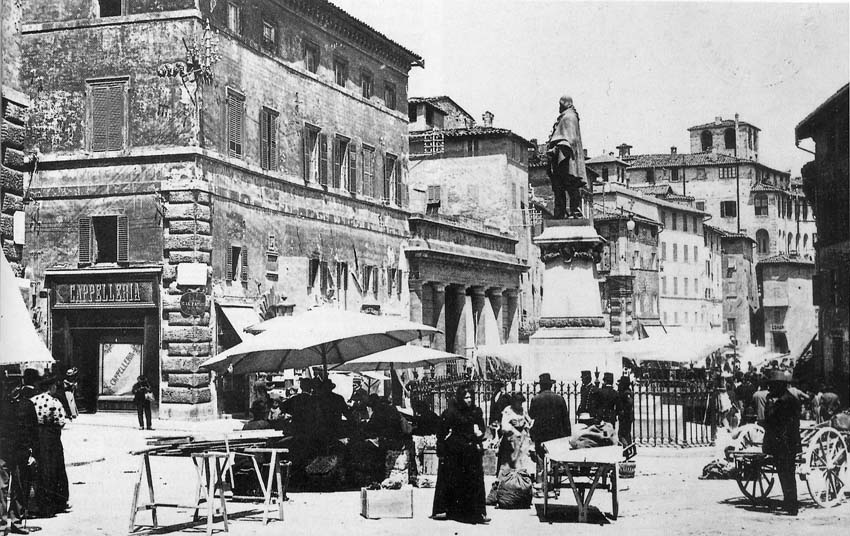
Antica sede della Biblioteca Augusta a palazzo Meniconi in piazza del Sopramuro, l'attuale piazza Matteotti (Archivio Biblioteca Augusta, foto G. Giugliarelli)

Nel 1623 la Biblioteca Augusta ebbe una nuova sede, dove sarebbe rimasta per più di due secoli e mezzo: il palazzo Meniconi in piazza del Sopramuro, di fronte all'Università.
In questa sede la biblioteca iniziò a svolgere con regolarità il servizio al pubblico, e il 1623 è l'anno designato ufficialmente come inizio dell'attività dell'istituto, come ricorda un'epigrafe conservata nell'attuale sede.
Alla fine del XVII secolo – bibliotecario Giulio Cesare Barigiani - furono fatti fare dal pittore Giuseppe Scacioppa 60 ritratti di illustri perugini da destinare ad 'ornamento' della biblioteca.
Durante il XVIII secolo la Biblioteca Augusta divenne sempre più l'istituto di conservazione e di cultura della città anche se le risorse economiche erano assai limitate, legate a entrate fisse non troppo remunerative.

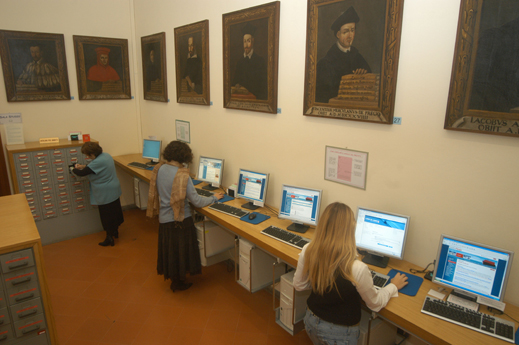
Sala cataloghi della Biblioteca Augusta. Sono visibili alcuni dei ritratti realizzati dal pittore Giuseppe Scacioppa commissionati da Giulio Cesare Barigiani, bibliotecario

Nel 1774 in seguito alla soppressione della Compagnia di Gesù il papa Clemente XIV cedette al Comune la biblioteca del Collegio dei Gesuiti di Perugia.
La libreria di notevole consistenza e di elevata qualità, passò nella sua interezza alla biblioteca e pose il problema di trovare lo spazio dove collocare i volumi. Alcuni di questi risultarono duplicati e inutili e furono messi in vendita: il ricavato fu utilizzato per acquisto di libri nuovi e per altre necessità della biblioteca.
Nel 1787 i dottori Luigi Canali, Felice Santi e Francesco Cerboni redassero l'Indice dei volumi scansia per scansia, strumento indispensabile per effettuare il riscontro del posseduto della biblioteca.
Dopo Giovanni Angelo Cocchi, bibliotecario impegnato politicamente nei movimenti repubblicani di fine secolo, il XIX secolo iniziò con il bibliotecario Luigi Canali, legato agli ambienti della restaurazione, che, nonostante avesse anche altri incarichi come docente di fisica e chimica all'Università e come membro della Provvisoria Pontificia Amministrazione, svolse egregiamente il suo compito.
Dotò la biblioteca di un Indice dei volumi alfabetico e per soggetto e individuò e classificò serie distinte di incunaboli, aldine, edizioni perugine.
Con Adamo Rossi dal 1857 la biblioteca ebbe un vero bibliotecario per cultura, per competenza, per passione del suo lavoro.
Tra le acquisizioni più importanti durante la sua direzione ci fu quella, nel 1867, dei manoscritti lasciati da Annibale Mariotti, ancora oggi fondamentali per qualsiasi indagine documentaria e studio di storia locale.

### La biblioteca a Palazzo dei Priori

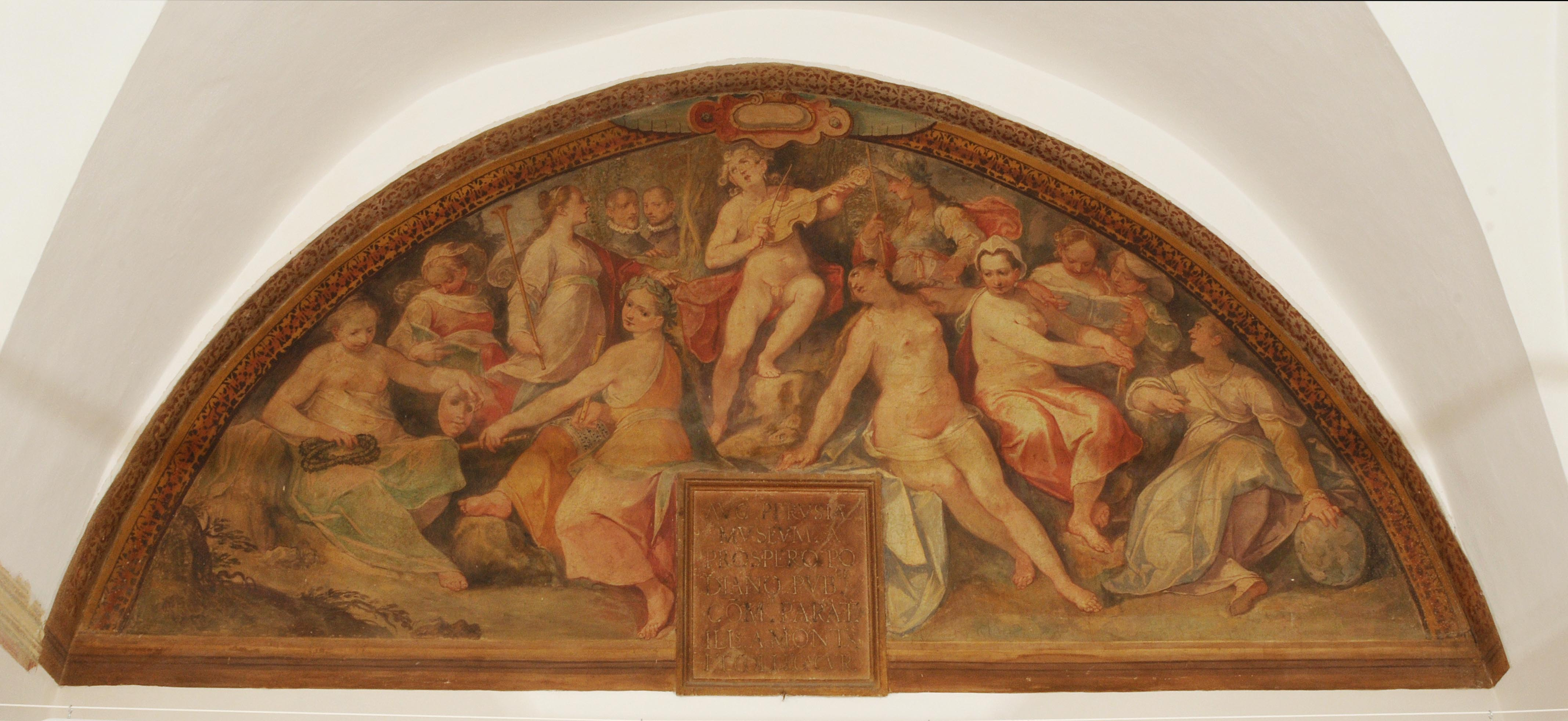
Sala della 'Libraria' a Palazzo dei Priori: lunetta affrescata con raffigurazione mitologica di Apollo e le Muse

Dalla seconda metà dell'Ottocento iniziò a porsi il problema di una nuova sede della biblioteca, problema che divenne ancora più pressante dopo l'Unità d'Italia per il copioso afflusso delle biblioteche delle corporazioni religiose soppresse.
Con questi volumi la Biblioteca Augusta accrebbe il proprio patrimonio bibliografico con libri di carattere prevalentemente religioso di grande pregio e qualità.
Provvisoriamente, per mancanza di spazio, i libri furono ammassati in alcuni ambienti del Convento di Santa Maria Nuova.
Tra il 1881 e il 1893 venne deliberato ed eseguito il trasferimento della Biblioteca nel Palazzo dei Priori, e il salone Podiani, che oggi fa parte della Galleria nazionale dell'Umbria, fu adibito a sala di lettura con scaffalature imponenti per contenere migliaia di volumi.
Durante il trasloco, nel 1885, fu rubato il più prezioso dei codici miniati della biblioteca il De Officiis di Cicerone del XV secolo. Adamo Rossi per questo fu sospeso dall'incarico.
Dal 1890 al 1892 il bibliotecario Alessandro Bellucci compilò il catalogo dei manoscritti della Biblioteca Augusta per l’Inventari dei manoscritti delle biblioteche d'Italia, curato da Giuseppe Mazzatinti.
Nel 1894, mentre era bibliotecario Vincenzo Ansidei, la biblioteca acquisì la importante collezione di libri di Ariodante Fabretti.
Tra la fine del Ottocento e la prima metà del Novecento pervennero molti fondi tra cui Bonci, Pompili, Rotelli, Bruschi, Marroni e Blasi che arricchirono le raccolte dell'Augusta di libri moderni a carattere laico, di alto livello culturale e scientifico e di serie preziose di miscellanee.
L'incremento bibliografico fu imponente: dai 24.000 volumi del 1887 si passò ai 100.000 di cui parlava Briganti nella sua relazione del 1928.
Il trauma del furto del codice, con la reazione che suscitò nell'opinione pubblica, servì a far capire all'Amministrazione quali importanti documenti fossero conservati in biblioteca e il valore che l'istituto aveva acquistato nella vita culturale cittadina, di conseguenza furono presi provvedimenti che diedero una migliore regolarità alla vita della biblioteca e un maggior controllo sull'operato del bibliotecario, provvedendo alle esigenze di spesa per la biblioteca come per gli altri uffici e servizi comunali.
Da Adamo Rossi in poi la biblioteca si dotò di strumenti biblioteconomici più attuali passando dagli indici-inventari dei volumi alle schedature su schede mobili e fu permesso il prestito esterno di libri, negato per oltre due secoli e mezzo.
Dal 1895, con la nascita della Deputazione di storia patria per l'Umbria, la Biblioteca ha sempre dato attivo contributo agli studi di storia locale e alle elevate iniziative culturali sostenuti da essa. Per circa ottanta anni la Biblioteca rimase nel Palazzo dei Priori, ma problemi di statica dell'edificio nel 1950 costrinsero a trasferire i fondi librari che si trovavano nell'ala occidentale in un deposito esterno, ricavato nella monumentale Chiesa di San Bevignate.

### La biblioteca a Palazzo Conestabile della Staffa

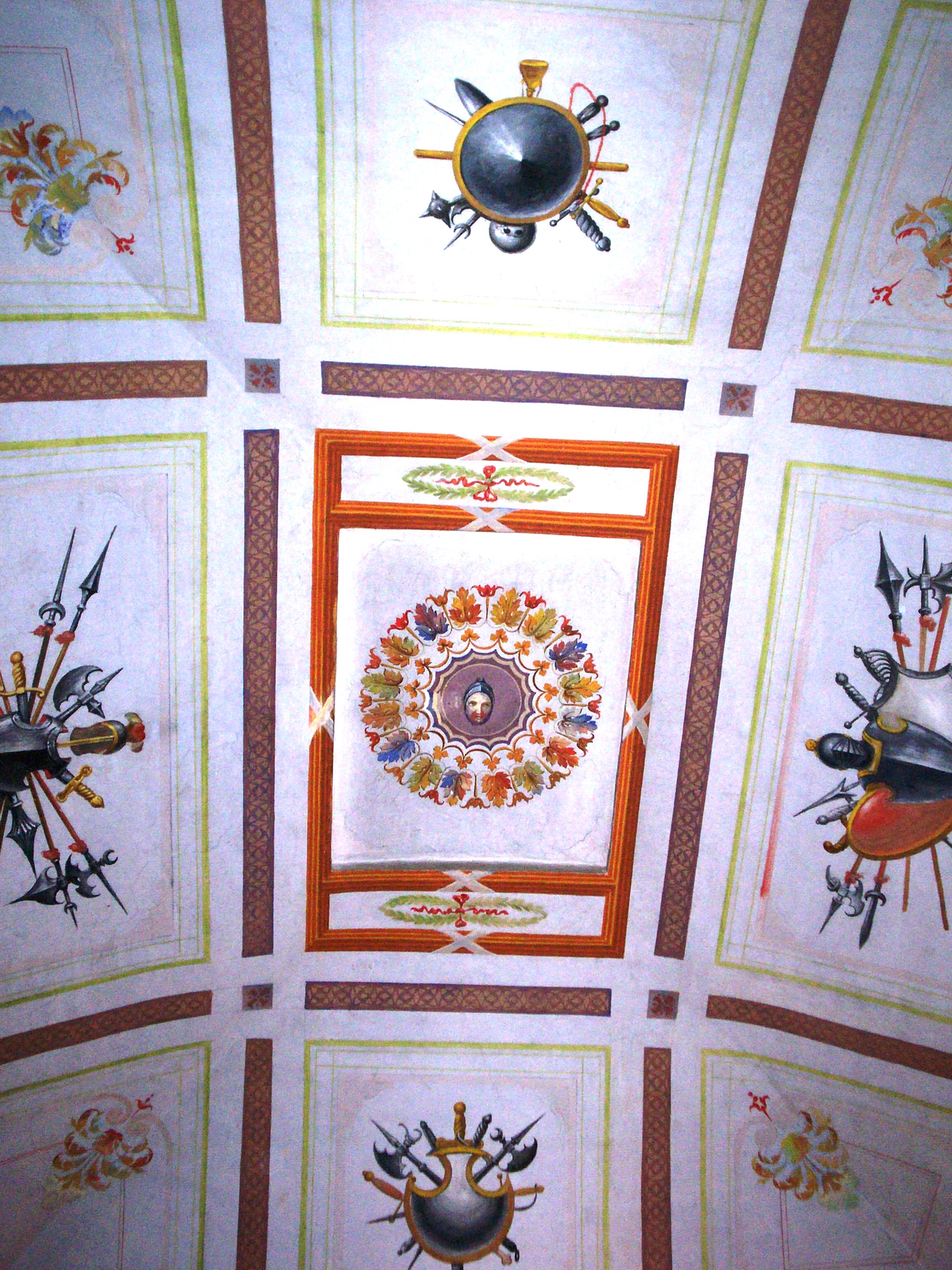
Interno di un salone affrescato di palazzo Conestabile Della Staffa

Dal 1969 i fondi furono riuniti nella nuova e attuale sede di Palazzo Conestabile della Staffa.
Il Palazzo, edificato nel 1628-1629, aveva avuto diversi proprietari, durante il Risorgimento vi aveva alloggiato la contessa Maria Bonaparte Valentini ed era divenuto sede di un prestigioso salotto letterario e scientifico.
Fu acquistato dal Comune di Perugia e ristrutturato e adattato alla nuova funzione dagli architetti Daniele Calabi e Mario Dalla Costa.
Nella parte posteriore del palazzo storico fu costruito un magazzino librario a torre di sette piani, destinato a rispondere per almeno trenta anni alle esigenze di spazio dei depositi librari della biblioteca. L'ampia sala di consultazione fu intitolata a Giancarlo Conestabile della Staffa in omaggio al più illustre esponente dell'ultima famiglia di proprietari.

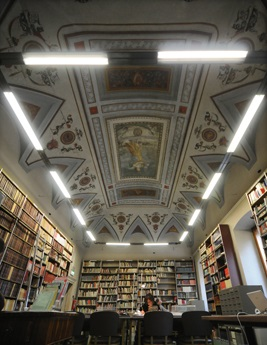
La sala Conestabile della Biblioteca Augusta

È in questa sede che sono stati acquisiti importanti fondi come quelli del Presidio militare, Morini, Cecchini, Silvestri, Gurrieri, Pizzoni, Guardabassi, Binni, Schott, Lipinsky.
Dal 1939 la Biblioteca svolge il suo ruolo di depositaria degli esemplari d'obbligo degli stampati della provincia di Perugia.
Per la ricchezza delle sue raccolte è la principale biblioteca della Regione i suoi fondi antichi ne fanno un luogo di ricerca a livello nazionale e internazionale.
La biblioteca si è adeguata ai principi biblioteconomici più avanzati e dagli schedari con schede di formato internazionale, è passata ai cataloghi on-line di Sbn, collabora con EDIT 16 per il censimento nazionale delle edizioni italiane del XVI secolo, nella sua biblioteca digitale ha riprodotto e pubblicato online quotidiani storici, manoscritti e stampati che contengono fonti insostituibili di storia locale, mettendoli così a disposizione di tutti gli studiosi interessati.

### Cronotassi dei direttori
È utile fornire la cronotassi dei direttori perché molti di loro hanno occupato un posto di primo piano nella vita culturale di Perugia:
- Prospero Podiani †(1582-1615)*
- Fulvio Mariottelli †(1617-1620)
- Lodovico Aureli †(1620-1634)
- Lodovico Alberti †(1634-1638)
- Bonifacio Saccucci †(1638-1642)
- Gaspare Ballottoli †(1642-1666)
- Giulio Cesare Barigiani †(1666-1708)

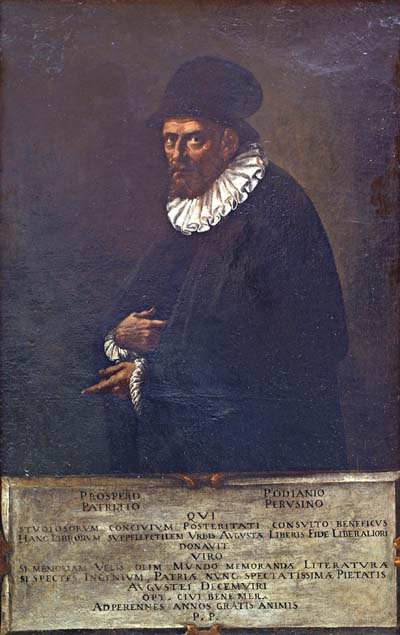
Ritratto di Prospero Podiani (Attribuito a Stefano Amadei). Olio su tela, 126x80 cm, 1640 ca

- Giovanni Angelo Guidarelli †(1708-1717)
- Pietro Paolo Cristiani †(1717-1737)
- Giacinto Grazi †(1737-1764)
- Giovanni Cerboni †(1764-1786)
- Giovanni Angelo Cocchi †(1787-1803)
- Luigi Canali †(1803-1835)
- Carmelo Pascucci † coadiutore (1835-1841), reggente (1841- 1843)
- Giovanni Battista Vermiglioli †(1843)
- Cesare Massari †(1843-1857)
- Dario Rossini f.f. †(1857)
- Adamo Rossi †(1857-1885)
- Francesco Guardabassi †(1886-1887)
- Alessandro Bellucci †(1887-1891)
- Vincenzo Ansidei †(1891-1922)
- Francesco Briganti †(1922-1935)
- Giovanni Cecchini †(1935-1959)
- Olga Marinelli Marcacci †(1960-1974)
- Mario Roncetti †(1974-1994)
- Maria Pecugi Fop (1994-2000)
- Claudia Parmeggiani (2001-2007)
- Maurizio Tarantino (2008-2014)[10][11].

## Patrimonio librario e documentario
Ai fondi a prevalente carattere religioso pervenuti attraverso la soppressione delle corporazioni religiose dopo l'Unità d’Italia, si sono sommati lasciti e donazioni di biblioteche di uomini illustri espressione del pensiero laico e risorgimentale, liberale e positivista che hanno arricchito il carattere complessivo delle raccolte.
La consistenza del patrimonio bibliografico - a dicembre 2012 - è di circa 385.319 documenti, 3.408 manoscritti, 1.330 incunaboli e 3.771 periodici. Il Fondo antico contiene 16.500 cinquecentine e 55.000 edizioni dal 1600 al 1830.
L'incremento bibliografico è legato alle caratteristiche del materiale posseduto: materie umanistiche, narrativa e saggistica, sezione locale, materiale antico, manoscritti e incunaboli.
I Fondi moderni specialistici annoverano: Fondo militare, Fondo Silvestri, Fondo Pizzoni, Fondo Binni, Fondo Lipinsky, repertori bio-bibliografici, di biblioteconomia e storia della stampa, stampe e fotografie, periodici correnti e riviste e quotidiani storici.
La coerenza con le collezioni possedute è condizione per i nuovi acquisti e per l'accettazione dei doni che molti illustri uomini di cultura continuano a fare alla Biblioteca.
L'incremento e l'aggiornamento di tutta la documentazione riguardante l'Umbria in generale, la provincia di Perugia e Perugia in particolare è considerata una delle prime finalità della Biblioteca.
La Biblioteca Augusta collabora come Istituto depositario alla costituzione ed alla gestione dell'Archivio regionale della produzione editoriale dell'Umbria per la provincia di Perugia secondo la Legge n.106 del 2004 ed il Regolamento n. 252 del 2006 recante norme in materia di deposito legale dei documenti di interesse culturale destinati all'uso pubblico.
Per i suoi fondi antichi, per le finalità stabilite dal suo regolamento e in quanto depositaria degli esemplari d'obbligo secondo le normative vigenti, è biblioteca di conservazione, ma svolge anche il ruolo di biblioteca di pubblica lettura della città.
Il suo patrimonio bibliografico dal XX secolo si è quindi venuto accrescendo secondo le due direttive: biblioteca di studio e ricerca in rapporto con l'Università e gli Istituti di cultura nazionali e internazionali e biblioteca di pubblica lettura attenta alle novità, agli aggiornamenti dell'attualità e ai desiderata dei suoi utenti per offrire servizi adatti a tutti i cittadini.

### Manoscritti

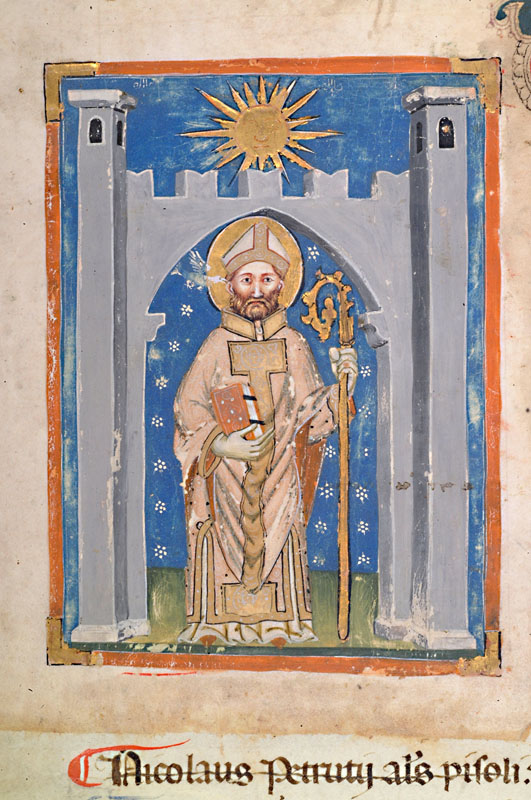
Stemma Porta Sole, dal manoscritto 956

La Biblioteca Augusta possiede circa 3400 manoscritti, ordinati in un unico fondo.
La raccolta non è omogenea. Nasce con la donazione di Prospero Podiani, umanista che raccolse, seguendo i suoi più vari interessi, codici di diverso periodo e provenienza.
A questo primo nucleo si aggiunsero nel XVII secolo e nel XVIII secolo le carte e i libri di eruditi locali, come Cesare Crispolti, Ottavio Lancillotti, Marco Antonio Bonciari e Cesare Alessi.
Gli incrementi maggiori giunsero con le biblioteche delle soppresse Corporazioni religiose perugine.
Con la biblioteca del monastero benedettino di San Pietro pervennero all'Augusta anche i manoscritti, latini e greci, di Francesco Maturanzio, da lui lasciati a questo monastero per volontà testamentaria.
Con quella del convento di San Domenico i manoscritti di Leonardo Mansueti, che fu generale dell'Ordine dal 1474 e che aveva raccolto una biblioteca personale di più di 500 volumi.
Da San Domenico proviene anche una raccolta di 21 corali riccamente miniati, che comprende due serie liturgiche, una della fine del XIII secolo, l'altra dell'inizio del secolo successivo.
Queste acquisizioni sono confluite indistintamente nel fondo dei manoscritti, per cui è possibile riconoscerne la provenienza solo dalle note di possesso o dalle antiche collocazioni, se presenti.
A questi manoscritti, testimonianza di biblioteche monastiche e conventuali ben organizzate, si aggiunsero altri fondi manoscritti di intellettuali perugini.
Nel 1867 il Comune di Perugia comprò la biblioteca manoscritta di Annibale Mariotti, medico, storico e letterato perugino morto nel 1801, ricca anche di appunti, sue opere e documenti originali relativi alla storia della città.
Tra queste carte sono di notevole importanza gli 11 volumi scritti a due mani, da Mariotti e da Giuseppe Belforti, della Storia civile ed ecclesiastica della città e del territorio di Perugia, nei quali sono fornite informazioni storiche, tratte dallo spoglio diretto di materiale documentario, e censiti palazzi e chiese, anche nei borghi e nei luoghi più sperduti della campagna perugina.
Altri documenti importanti confluiti in biblioteca furono le carte di Mariano Guardabassi, tra le quali un'interessante serie di taccuini in cui prese nota e disegnò qualche schizzo di tutto ciò che avesse una valenza storica, artistica e archeologica nei vari luoghi dell'Umbria (compresa la Sabina Reatina) da lui visitati: affreschi, dipinti, chiese, palazzi, epigrafi, materiali e siti archeologici...
Tale materiale costituì la base del suo Indice–Guida del 1872.
Inoltre furono acquisite le schede della Commissione artistica per l'Umbria, curate da Guardabassi in qualità di responsabile dell'ispezione presso le soppresse congregazioni religiose per l'acquisizione dei loro beni artistici nel 1866, schede che descrivono nel dettaglio tutti gli oggetti requisiti alle chiese della città e della regione.
Alla fine del secolo pervenne la biblioteca di Ariodante Fabretti, ricca di manoscritti autografi del padre Giuseppe Fabretti, cultore di storia, e dello stesso Ariodante, storico anch'esso e archeologo.
Dei personaggi citati restano anche ricchi carteggi.
Un'altra raccolta di grande importanza, ottenuta tramite doni e acquisti, è quella dei documenti relativi alle Arti cittadine, fondamentale testimonianza storica della vita economica della città, dal XIII secolo al XIX secolo.
La maggior parte dei registri e delle carte confluì presso l'Archivio comunale, ora depositato presso l'Archivio di Stato della città, in una specifica serie, mentre si scelse di lasciare alla Biblioteca Augusta i manoscritti contenenti statuti e matricole, perché si presentavano nella forma usuale del codice miniato, anche se di contenuto prettamente amministrativo.
La biblioteca conserva la serie completa degli antichi inventari, dal primo del 1620-1634 (inv. Aureli) a quello del 1843-1846 (inv. Rossini), nei quali sono indicati anche i manoscritti, identificabili dalle antiche collocazioni, quando ancora presenti.
Sono posseduti anche i cataloghi del XVIII secolo delle biblioteche dei Gesuiti e degli Osservanti del convento di Monteripido, entrambi molto ben curati.
Una parte dei manoscritti dell'Augusta, ovvero le prime 1.500 unità circa, è descritta nel volume quinto della collana Inventari dei manoscritti delle Biblioteche d'Italia, edito nel 1895 e curato da Alessandro Bellucci..
Il resto delle unità è invece stato descritto solo in inventari dattiloscritti, conservati presso la biblioteca e redatti nel XX secolo dagli stessi bibliotecari dell'Augusta, primo dei quali fu Francesco Briganti che ordinò questa parte del fondo negli anni '20-'30.
È stata avviata, a cura della biblioteca stessa, la catalogazione di tutto il Fondo, secondo le norme nazionali date dall'Istituto centrale per il catalogo unico delle biblioteche italiane e per le informazioni bibliografiche del Ministero dei Beni culturali, utilizzando Manus online, tramite il quale è possibile inserire le descrizioni per l'immediata consultazione.
Tra gli altri manoscritti sono dunque disponibili per la consultazione online le descrizioni delle Carte Mariotti, della Biblioteca Fabretti, dei Corali di San Domenico, delle Matricole delle Arti, delle schede descrittive della Commissione artistica per l'Umbria (Schede Guardabassi).
I manoscritti miniati, quelli di maggior pregio e di particolare interesse per la storia locale sono inoltre visibili integralmente nella Biblioteca digitale dell'Augusta.

### Libri antichi a stampa
L'Augusta possiede una notevole quantità di libri antichi a stampa, circa 70.000 volumi, come conseguenza di un accrescimento continuo del fondo originario di Prospero Podiani, occasionato da donazioni, acquisti e demaniazioni. Tale raccolta, per qualità e quantità del materiale, e per le vicissitudini storiche e culturali che hanno portato alla sua composizione, fa dell'Augusta la più importante biblioteca storica e di conservazione dell'Umbria.

#### Incunaboli
Il Fondo Incunaboli comprende circa 1.330 esemplari.
Il primo nucleo, composto da una sessantina di pezzi, faceva parte della biblioteca personale del bibliofilo Prospero Podiani, che la donò al Comune di Perugia, verso la fine del XVI secolo, unitamente a manoscritti e cinquecentine.
In seguito, oltre agli incunaboli di incerta o sconosciuta provenienza, il numero più cospicuo di volumi confluì in Biblioteca in seguito alla soppressione delle Corporazioni religiose.
Infatti:
- al Monastero di San Pietro apparteneva un gruppo di classici greci e latini acquistati dall'umanista perugino Francesco Maturanzio durante il suo soggiorno in Grecia, lasciato per testamento alla biblioteca del Monastero
- dal Convento di San Domenico pervennero gli incunaboli appartenuti al maestro di teologia, Frate Leonardo Mansueti, come risulta dalle annotazioni manoscritte e come testimoniano i timbri impressi
- provenienti dal Convento francescano di Monteripido, un considerevole numero di esemplari, di contenuto prevalentemente giuridico

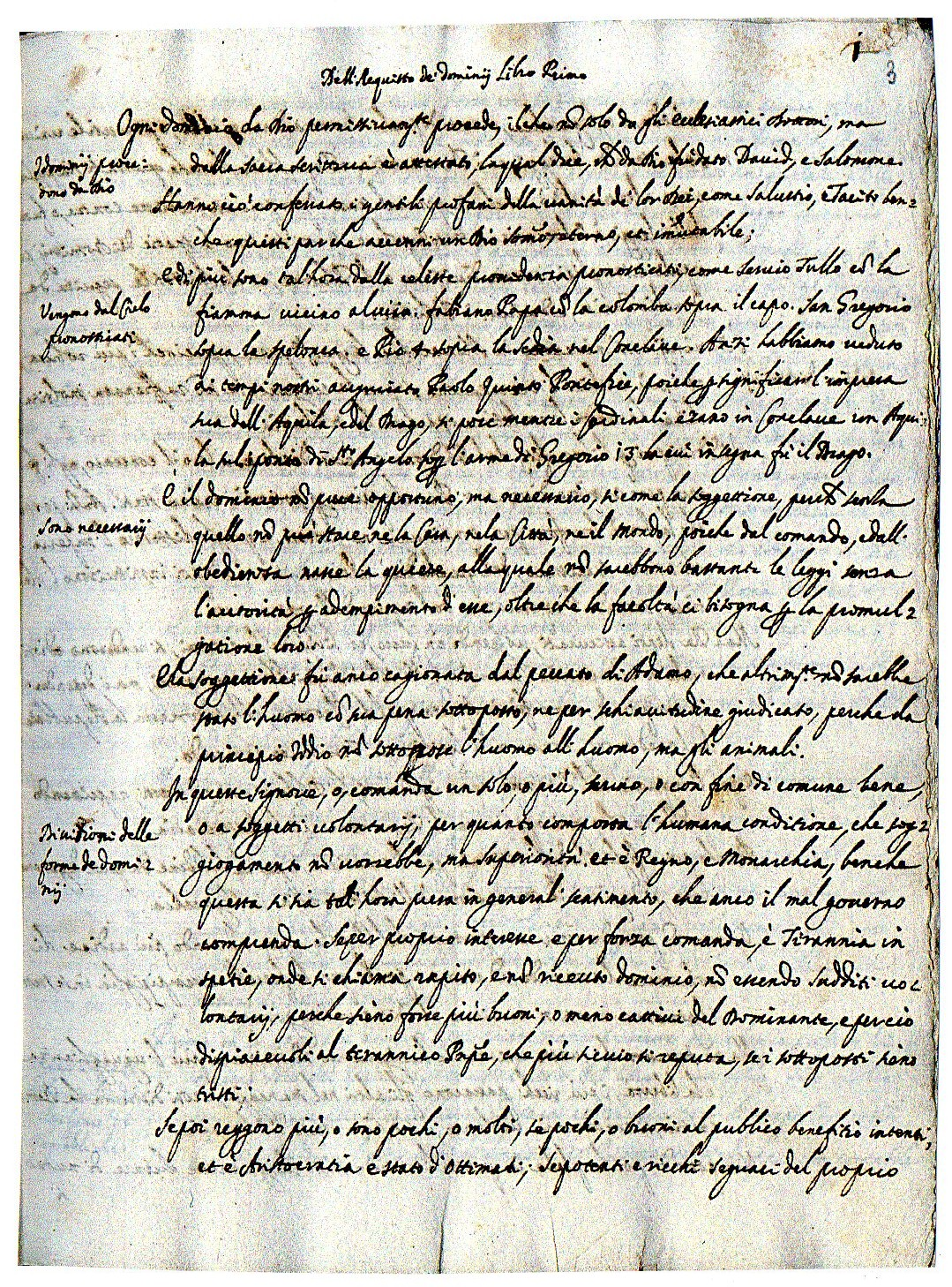
Prima pagina de Il Giardino de’ Prencipi, di Scipione Tolomei

Le raccolte, nel loro complesso, sono ricche di elementi interessanti e pregevoli e molto varie per quel che riguarda il contenuto riunendo vari generi, dal letterario al religioso, dal filosofico al giuridico e allo scientifico.
I testi sono di Dante e Petrarca, Cicerone, Aristotele e Boezio, Scoto, Tommaso D'Aquino e Tolomeo, per citare solo alcuni autori, testimoni della cultura umanistica dell'epoca.
Importanti, soprattutto per la storia locale, i ventiquattro esemplari stampati a Perugia, uno è stampato a Trevi.
La stampa, sotto la spinta di Braccio Baglioni, rappresentante della famiglia locale più influente, fu introdotta a Perugia nel 1471, il primo contratto porta la firma del 26 aprile, e ben sedici furono le Società tipografiche, che operarono in città.
Ricordiamo Johannes Vydenast e Stephanus Arndes, i più famosi e attivi tra i tipografi venuti dalla Germania a esercitare l'arte tipografica a Perugia.
Non è un caso se le suddette tipografie, oltre agli esemplari di contenuto religioso ed umanistico, stampano soprattutto libri di argomento giuridico, opere di illustri professori di diritto presso l'antica e prestigiosa Università perugina, quali Bartolo da Sassoferrato, Baldo degli Ubaldi, Benedetto de' Benedetti.
Altro elemento di interesse degli incunaboli a stampa locale si coglie nella presenza di alcuni elementi utili a tracciare, non solo la storia dell'esemplare, ma anche della città e delle persone di spicco ad essa legate. Ci si riferisce alle numerose annotazioni manoscritte, alle note di appartenenza, ai timbri di provenienza, nonché agli stemmi araldici miniati che ci svelano i Committenti.
Per la loro preziosità decorativa, ornati da stupende miniature, trentadue esemplari vantano grande pregio e rarità.
Sono presenti le Scuole di miniatura più rappresentative, di ambito romano, umbro, veneziano.
Tra gli esemplari miniati, merita una citazione la Bibbia proveniente da Monteripido, nella rara, seconda edizione dell'ottobre del 1471, del tipografo Adam de Ambergau, con vignette che rappresentano i giorni della creazione.
Incunabolo pregiato, al pari della Bibbia, è il De civitate Dei, di Sant' Agostino, (Venezia, 1470), di ignota provenienza, in pergamena, con frontespizio ed iniziali miniati.
Il Tractatus maleficiorum di Angelus de Gambilionibus, (Roma, 1472) e le Institutiones di Giustiniano (Roma, 1473), entrambi provenienti dal Convento di San Domenico, sono una rarità in quanto uniche copie esistenti.
Notevole anche l'incunabolo Vitae Parallelae di Plutarco (Venezia, 1478), stampato nella tipografia di Nicolas Jenson, importante tipografo non tedesco operante in Italia. Sua anche la prima edizione della Bibbia latina, stampata a Venezia nel 1476.
Tra gli incunaboli dell'Augusta è presente l’Hypnerotomachia Poliphili, opera per certi versi misteriosa, pubblicata da Aldo Manuzio, nell'anno 1499, ricca di oltre cento xilografie.
Importante anche la prima edizione (1494) della Summa de arithmetica del matematico francescano Luca Pacioli, primo trattato di aritmetica e algebra ad essere stampato.

#### Libri dal 1501 al 1830
I libri antichi a stampa posseduti dalla Biblioteca Augusta non costituiscono un insieme a sé stante, ma si trovano all'interno di diverse raccolte e sezioni, collocate per formato in vari depositi, costituitesi nel tempo e comunque allestite prima che si arrivasse all'attuale definizione cronologica di libro antico (1501-1830).
Tali raccolte comprendono innanzitutto il Fondo Antico e la raccolta di Edizioni Aldine, nonché alcuni fondi librari identificabili con biblioteche di privati, le quali hanno conservato la loro originaria identità e unitarietà.
Fra questi emergono il Fondo Fabretti, il Fondo Pompili, il Fondo Bonci, il Fondo Morini, il Fondo Bruschi.
Altri volumi anteriori al 1830, per un totale di circa 6.500 volumi, sono conservati a formato tra i libri moderni.

### Periodici
La Biblioteca Augusta possiede circa 3.800 testate, italiane e straniere, di cui 536 correnti.
I periodici appartengono prevalentemente all'area storico-culturale: riviste di letteratura, arte, sociologia, storia del pensiero, politica, economia, religione, bibliologia, istituzionali.
Particolare attenzione è riservata alla stampa locale, anche in base alle leggi sul deposito legale.

### Altri materiali

#### Stampe

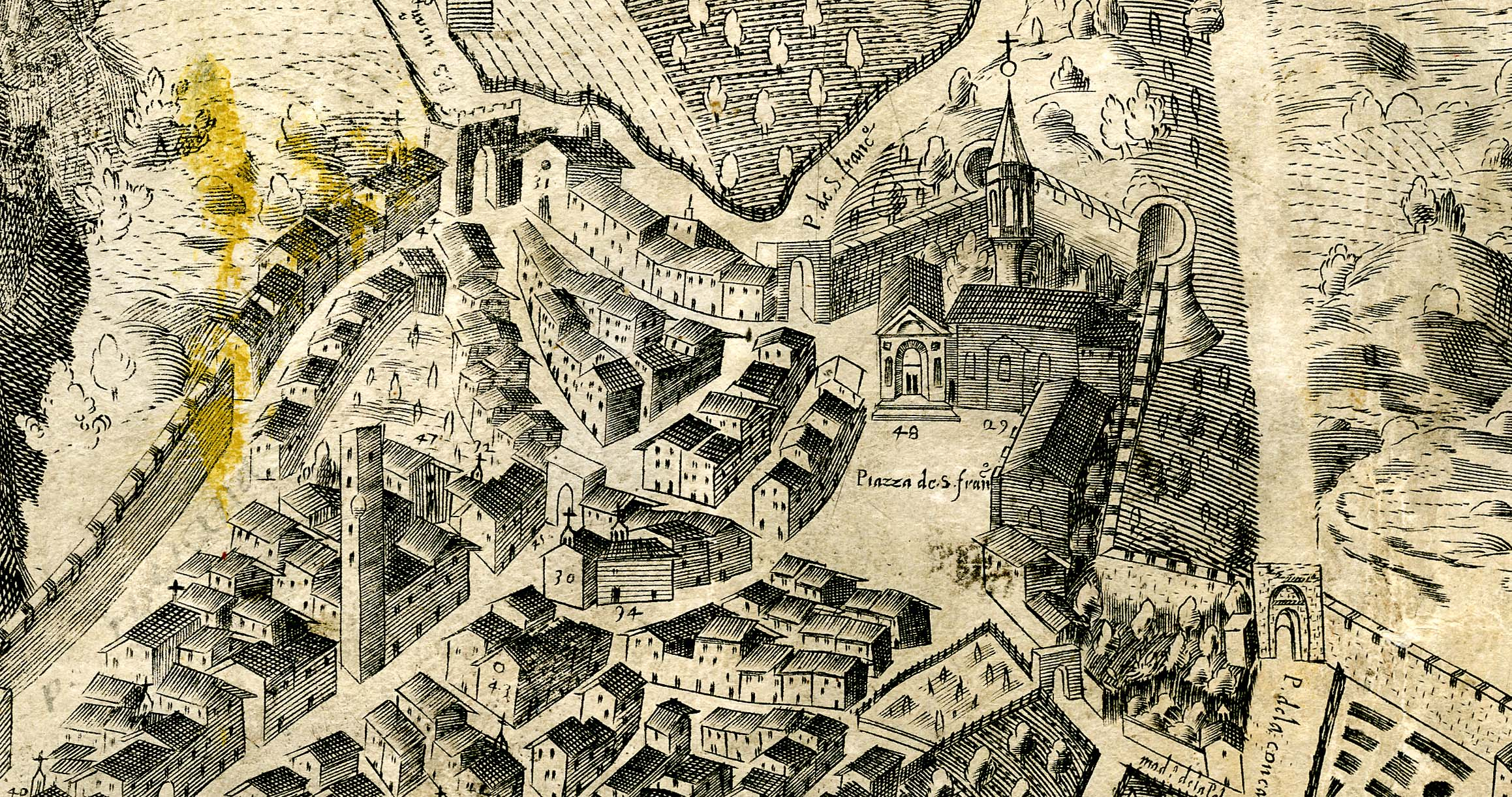
Particolare della stampa della pianta di Perugia dell'Eusebi (1602)

La collezione delle stampe è composta da quasi 30.000 pezzi che si situano in un arco cronologico che decorre dal XVI secolo per giungere al XX secolo.
I documenti sono suddivisi per soggetto - in particolare le sezioni Perugia, Umbria, Città umbre - in parallelo al patrimonio di atlanti e raccolte corografiche, contribuiscono da sempre alle ricerche storico-iconografiche locali.
Altre sezioni attengono a soggetti religiosi, di architettura, ritratti e raffigurazioni di persone celebri.
Nella sezione Perugia troviamo piante - come quella scenografica dell'Eusebi (1602), poi diffusa tramite successive ristampe - riproduzioni di dipinti, sculture.
Tra le incisioni conservate alla voce Stampe Umbria c'è una raccolta rilegata di vedute paesaggistiche, tra Umbria e Lazio, del romano Carlo Labruzzi, attivo a Perugia a inizio Ottocento.
La grande carta dell'Italia (1676) in 12 fogli di Matteo Greuter, incisore di carte prestigiose e di molte opere lincee, può essere considerata l'esemplare di pregio del fondo grafico.
L'opera riproduce, con varianti nelle frasi di intestazione, l'edizione precedente del 1647, di cui si conosce un'unica copia acquisita da un istituto culturale milanese.

#### Microfilm e opere digitalizzate
La Biblioteca Augusta, ai fini della preservazione, ha avviato già da anni un programma di microfilmatura e digitalizzazione. Sono stati microfilmati numerosi manoscritti, incunaboli, periodici rari.
Dal 1998 la biblioteca ha attrezzato un laboratorio digitale e ha iniziato ad allestire un archivio digitale.
Tra le riproduzioni digitali vi è la raccolta completa delle Matricole delle Arti della città di Perugia e quella dei manoscritti musicali, tra cui i Corali della Basilica di San Domenico, oltre a una ricca raccolta di periodici locali dal Settecento ai primi del Novecento.

#### Fondi archivistici
Presso la Biblioteca sono conservati archivi e raccolte di documenti pervenuti tramite donazione o lascito testamentario. Tra questi sono:
- Archivio - collezione "RIS." e "Museo Storico del Risorgimento Umbro" (con documentazione inerente alla Repubblica romana del 1849 ed il Risorgimento. Estremi cronologici 1820-1903, consistenza di 13 buste. L'archivio denominato RIS (acronimo di Risorgimento) è una collezione di documenti provenienti da diversi archivi privati e pubblici, raccolte dal Comitato nazionale per la storia del Risorgimento italiano allo scopo di istituire anche a Perugia un museo in cui conservare oggetti, documenti e cimeli vari a ricordo e a testimonianza della storia risorgimentale umbra. Il Museo Storico del Risorgimento umbro venne inaugurato ufficialmente nel giugno 1909, in occasione del 50º anniversario delle Stragi di Perugia. La sede, inizialmente presso l'Università degli Studi, fu poi trasferita nei locali della biblioteca, allora sita a Palazzo dei Priori fino al 1936, quando il Museo venne smantellato per realizzare una nuova sala di lettura, fatto che probabilmente comportò la dispersione del materiale, sia documentario che artistico. Il fondo archivistico è completamente riordinato e inventariato. Si segnalano, per la notevole valenza storica, il pezzo RIS. 1, il manoscritto originale della Costituzione della Repubblica Romana del 1849 con le firme autografe dei deputati dell'Assemblea Costituente, conservato, dopo la caduta della Repubblica, da Giovanni Pennacchi di Bettona, e, dopo la sua morte nel 1883, depositato presso la Biblioteca; e il pezzo contrassegnato RIS. 2, corrispondente al carteggio del governo provvisorio di Perugia 14 giugno-20 giugno 1859 portato in salvo da Zeffirino Faina e parte dell'archivio privato di Ariodante Fabretti.[17]
- Archivio famiglia Manzoni Ansidei. Estremi cronologici 1860-1910, consistenza unità 188 ca. in 18 buste. Acquistato dalla biblioteca nel 1995. Del materiale documentario appartenuto a membri della famiglia Manzoni Ansidei, parte conservata presso l'Archivio di Stato di Perugia, abbiamo traccia di presenza a Lugo presso la biblioteca comunale e presso l'archivio Seganti. La parte di archivio in Augusta consta di 2535 lettere e 804 documenti di natura amministrativa, giudiziaria e patrimoniale, raccolti in 188 fascicoli. Sono presenti, inoltre, contratti, appunti storici, ricette, ricordi, biglietti da visita. Tra i mittenti di alcune missive compaiono celebri personaggi della borghesia e nobiltà perugina dell'epoca, tra cui Giovanni Pennacchi, Isabella Danzetta Faina, Argentina Oddi Baglioni, Marco Oddi Baglioni, Cecilia Pucci Boncambi, Marietta Veglia Fiumi, Vittoria Aganoor. È stato da poco redatto l'inventario con un puntuale indice dei nomi che ne permettono una ricerca più facilitata e più approfondita.[18]
- Archivio Alinda Bonacci Brunamonti. Estremi cronologici 1850-1903, consistenza buste 16. Acquistato dalla Regione Umbria da un antiquario privato e ceduto alla Biblioteca Augusta in comodato d'uso nel 1990. Esso si andava ad affiancare per analogia di contenuti alla Miscellanea di scritti e appunti della scrittrice acquistati dall'Augusta nella prima metà degli anni Settanta (mss. 3301-3302). Il fondo consiste in carteggi (circa 800 lettere e documenti), scritti editi ed inediti (autografi, bozze di stampa, edizioni varie delle opere, giudizi della critica, ecc.), e due album di disegni della Flora Umbra. L'archivio è stato riordinato e inventariato[19][20]
- Archivio opere inedite di Luigi Clementi. Estremi cronologici 1970 ca.-1993 ca., consistenza 40 buste. Si tratta di dattiloscritti inediti di argomento etico, filosofico, religioso, ma anche autobiografico, e di poesie, lettere, diari; sicuramente il trattamento archivistico ha permesso di raggruppare e ordinare in buste e fascicoli un materiale che sarebbe stato difficile affidare alla catalogazione bibliografica.[21]
- Archivio Teresa Sensi. Estremi cronologici fine XIX secolo metà XX secolo, consistenza buste 4. Teresa Sensi (Assisi 1899-Venezia 1995) è celebre in quanto la prima donna umbra iscritta all'albo dei giornalisti, sposa del celebre pittore veneziano Carlo Dalla Zorza. È un piccolo fondo pervenuto alla biblioteca nel 1996. L'archivio, con ogni probabilità, è la parte mancante del fondo Carlo Dalla Zorza-Teresa Sensi conservato nell'Archivio Storico dell'Università Ca' Foscari di Venezia.
- Archivio Teatro Morlacchi. Estremi cronologici 1778-1940 ca., consistenza 40 buste. Conservato nei locali del Teatro fino al 1972, epoca in cui è stato depositato nella Biblioteca Augusta, che lo ha messo a disposizione dei molti utenti studiosi della storia del teatro, ma anche della vita sociale e culturale di Perugia dal 1778 agli anni ‘40 del secolo scorso.[22]
- Archivio della Biblioteca Augusta. Estremi cronologici 1861–1995, consistenza: unità 452: buste 272, regg. 117, fascicoli 63. È da considerarsi come una parte del più generale archivio del Comune di Perugia, depositato presso l'Archivio di Stato di Perugia. I documenti storici e di deposito, si integrano con quelli conservati nell'Archivio di Stato o nell'archivio di deposito del Comune di Perugia. È parte di una documentazione più estesa che va dal 1861 ad oggi, la documentazione è lacunosa non perché perduta, ma semplicemente perché il resto si trova da un'altra parte, i documenti conservati in biblioteca sono quelli che, per una ragione che non sappiamo, interessavano il direttore e/o la segreteria amministrativa e/o l'attività propriamente e specificamente interna. La documentazione è stata censita nel 1996.[23]
- Collezione Virgilio Blasi (si rimanda al paragrafo dedicato al medesimo Fondo librario).
- Archivio e fondo Canzio Pizzoni (si rimanda al paragrafo dedicato al medesimo Fondo librario).
- Archivio e fondo Rolf Schott (si rimanda al paragrafo dedicato al medesimo Fondo librario).
- Archivio e fondo Adolfo Morini (si rimanda al paragrafo dedicato al medesimo Fondo librario).
- Archivio e fondo Giovanni Cecchini (si rimanda al paragrafo dedicato al medesimo Fondo librario).

## I Fondi librari della Biblioteca Augusta

### Fondo antico
Nel Fondo Antico sono conservati circa 40.000 volumi, collocati per formato. Di questi, oltre 16.000 sono cinquecentine, circa 8.000 seicentine e circa 16.000 settecentine.
Da una decina di anni è in corso il lavoro di catalogazione informatizzata in SBN (Servizio Bibliotecario Nazionale) di tutto il fondo: a lavoro ultimato sarà possibile definire meglio i numeri complessivi e le percentuali di consistenza delle varie tipologie di volumi in esso conservati.
Il fondo comprende i libri facenti parte dell'originaria raccolta di Prospero Podiani, fatte salve le decurtazioni messe in atto nel 1616 a vantaggio della Biblioteca vaticana, nonché le successive acquisizioni dovute all'incameramento delle antiche librerie conventuali, avvenute a seguito della soppressione delle locali corporazioni religiose, quindi gli acquisti di libri antichi fatti dal Comune di Perugia e i doni pervenuti alla biblioteca da parte di singoli cittadini o istituzioni.
Una sommaria valutazione della consistenza dell'originario fondo Podiani è desumibile dall'inventario che ne fece l'allora bibliotecario Fulvio Mariottelli nel 1617, nel quale sono elencate oltre 7.000 opere.
Nel corso dei secoli la sezione si è incrementata con la parte a stampa delle biblioteche private donate o acquistate da illustri personaggi e famiglie della città, le quali talvolta comprendevano anche manoscritti e materiale archivistico-documentario.
Un'altra parte cospicua del Fondo Antico è costituita dall'apporto delle collezioni librarie facenti parte delle antiche biblioteche conventuali di ordini religiosi soppressi nei XVIII secolo-XIX secolo.
Nel 1773, per ordine di Papa Clemente XIV, viene soppressa la Compagnia di Gesù e nel 1780 la biblioteca del convento perugino di quell'ordine viene consegnata al Comune di Perugia.
Si tratta dell'unica Libraria di una corporazione religiosa disciolta ad essere confluita nella sua integrità nelle raccolte comunali: comprende soprattutto opere di teologia, filosofia, patristica, oratoria sacra e profana, ascetismo, medicina e scienze naturali.
Una successiva, se pur temporanea, soppressione di ordini religiosi avvenne durante l'epoca napoleonica: nel 1810 confluirono alla Biblioteca Augusta preziose collezioni di biblioteche conventuali e monastiche, le quali dopo la caduta del regime napoleonico vennero restituite alle sedi d'origine, non senza aver subito depauperamenti.
Nel periodo immediatamente seguente all'unificazione dello stato italiano, a partire dal 1866, numerose biblioteche di enti ecclesiastici vennero demaniate, e stavolta in maniera definitiva.
La soppressione degli ordini religiosi e la relativa demaniazione delle loro Librarie portò a un notevole incremento del patrimonio antico dell'Augusta, al cui interno confluirono in gran parte le collezioni non solo di conventi della città, ma anche di altri istituti religiosi del circondario.
Principali raccolte librarie religiose cittadine:
- Biblioteca del Convento dei Francescani di Monteripido
- Biblioteca del Monastero dei Benedettini di S. Pietro
- Biblioteca di S. Maria Nuova (Serviti)
- Biblioteca del Monastero di S. Giovanni Battista
- Biblioteca del Monastero di S. Domenico
- Biblioteca della Congregazione dell'Oratorio di San Filippo Neri
- Biblioteca carmelitana di S. Simone di Perugia
- Biblioteca della Congregatio Missionis Domus Perusiae
- Biblioteca del monastero olivetano di Monte Morcino
- Biblioteca del Collegio di San Salvatore
- Biblioteca del convento carmelitano di Santa Teresa

Principali raccolte librarie religiose extra cittadine:
- Biblioteca di San Pietro di Massa (di Costacciaro?)
- Biblioteca del convento cappuccino di San Francesco di Montone
- Biblioteca del convento di San Francesco di Deruta
- Biblioteca del convento di San Francesco di Corciano
- Biblioteca del convento di San Francesco di Costacciaro
- Biblioteca del collegio dei chierici regolari di San Carlo (Fossombrone)
- Biblioteca del collegio dei chierici regolari di San Carlo (Foligno)
- Biblioteca del convento di Sant' Antonio di Bettona

Nel fondo sono presenti numerose rarità bibliografiche. La loro presenza si deve in parte agli acquisti effettuati da Prospero Podiani, raffinato bibliofilo, collezionista di opere scelte in lingua latina e volgare, sia in edizioni italiane che straniere, nonché alla devoluzione di librerie conventuali comprendenti pure esse pubblicazioni rare rispondente agli interessi dei singoli ordini religiosi e delle istituzioni culturali ad essi correlate, tra cui il Collegio dei Gesuiti e lo Studium dei Francescani a Monteripido.

### Fondo Fabretti
Ariodante Fabretti (Perugia 1816-Torino 1894), erudito perugino di elevato livello, archeologo, storico, linguista, fu direttore del Museo Egizio di Torino e Membro Onorario dell'Accademia dei Lincei.
Notevole anche il suo impegno politico: patriota, aderente alla Giovine Italia e alla Carboneria, dapprima Deputato all'Assemblea Costituente della Repubblica Romana, quindi Senatore del Regno d'Italia.
Il Fondo Fabretti è costituito dalla sua biblioteca privata lasciata in eredità al Comune di Perugia, comprendente 3.777 volumi, di cui 1.054 antichi.
In essa prevalgono opere storiche e archeologiche, in alcuni casi raccolte in volumi miscellanei divisi per materie.

### Fondo Pompilj
Guido Pompilj (Magione 1854-Roma 1910) politico di Magione (Perugia), più volte deputato e sottosegretario al Ministero degli Affari Esteri, si distinse per la creazione di un Consorzio per la bonifica del lago Trasimeno che ne evitò il prosciugamento ad opera di speculatori. Lasciò per testamento al Comune di Perugia la sua biblioteca composta di opere filosofiche e letterarie, dovute all'acquisto della raccolta del professore universitario Filippo Perfetti, nonché di atti parlamentari e di opere di carattere politico riguardanti anche il diritto costituzionale e internazionale acquisite in prima persona per i suoi interessi personali.
Il fondo Pompilj consta di 9.574 volumi, di cui 1.610 antichi.

### Fondo Bonci
Lorenzo Bonci (Pisa 1818- Perugia 1898), famoso magistrato pisano di nascita ma perugino di elezione, lasciò la sua biblioteca specializzata in pubblicazioni giuridiche, ma ricca anche delle opere letterarie del poeta, storico e medico toscano Lorenzo Pignotti (1739-1812), da lui ereditate.
Essa consta di 3.019 volumi, di cui 2.320 antichi.

### Fondo Morini
Adolfo Morini (Cascia 1875-Ivi, 1950), di Cascia (Perugia), dedito alla professione legale e notarile nella sua città. Già Regio Ispettore onorario per gli scavi, monumenti e oggetti d'arte del Comune di Cascia, consigliere comunale, fu appassionato studioso di storia e agiografia locale, nonché di archeologia e giurisprudenza. Membro della Deputazione di Storia Patria per l'Umbria, fu a sua volta autore di articoli e monografie sulla storia della regione e della sua città, sull'agiografia locale (in modo particolare su Santa Rita da Cascia, sul Beato Simone Fidati e sul Miracolo eucaristico di Cascia) e su diversi ritrovamenti archeologici in Valnerina. La sua biblioteca assieme al suo archivio privato sono confluiti per volontà dello stesso alla Biblioteca Augusta di Perugia.
Il Fondo Morini, è composto di circa 2.000 volumi, di cui 542 antichi. Ad essi si aggiunge un prezioso archivio di fotografie e di documenti riguardanti Cascia e l'Alta Valnerina. L'archivio (XIX secolo - XX secolo con precedenti del XIII e XIV secolo), consta di 46 buste. L'archivio è in fase di inventariazione completa.

### Fondo Cecchini
Giovanni Cecchini (Offida - Ascoli Piceno, 1897 - Perugia, 1983), fu direttore della biblioteca Augusta dal 1935 al 1959.
Nel 1941 gli fu assegnato l'incarico di istituire e dirigere la nuova Sezione dell'Archivio di Stato di Perugia, responsabilità riconfermata fino al 1959.
Per un lungo periodo di tempo, ricco di avvenimenti storici e politici particolari, Cecchini resse contemporaneamente l'Archivio di Stato e la Biblioteca comunale. Fu inoltre presidente della Deputazione di storia patria per l'Umbria dal 1956 al 1976.
Tra i suoi scritti principali ricordiamo Le biblioteche pubbliche degli enti locali, La Biblioteca Augusta del Comune di Perugia e numerosi interventi di biblioteconomia, archivistica, storia del libro e storia locale.
Ha lasciato alla biblioteca Augusta circa 1.300 volumi, tra cui edizioni di particolare interesse per la storia locale e la storia dell'arte in generale, 48 buste di archivio e 20 testate di periodici.
L'archivio Cecchini (1935-1959), consta di 50 pezzi (48 buste e 2 schedari) è pervenuto insieme alla sua biblioteca, e possiede un elenco di consistenza, da completare con inventario e indice dei nomi per l'interesse come bibliotecario della Biblioteca Augusta dal 1935 al 1959, e direttore dell'Archivio di Stato di Perugia negli anni 1942-1967.

### Fondo Militare
Fondo pervenuto in Augusta a seguito di una disposizione ministeriale che decretò la soppressione delle biblioteche annesse ai Distretti militari, affidandole alle biblioteche pubbliche: è ricco di opere attinenti alle varie arti militari, a opere giuridiche, a raccolte di leggi dello stato italiano. Consta di 3.200 pezzi circa, tra volumi, periodici, miscellanee e numerose carte geografiche.

### Fondo Aldine
Comprende le opere stampate a Venezia dalla famiglia Manuzio (Aldo il Vecchio, con o senza il suocero Andrea Torresano, Paolo, Aldo il Giovane) e dall'Accademia Aldina nel XVI secolo, mentre quelle stampate entro il 1500 da Aldo il Vecchio fanno parte del Fondo Incunaboli.
Si tratta di un fondo a carattere tematico, nato dallo scorporamento di queste preziose edizioni (sin dagli esordi oggetto di collezionismo da parte dei bibliofili) dai vari fondi originari di appartenenza all'interno della biblioteca: la sua costituzione, avvenuta secondo quella che era la moda dell'epoca, tra la fine del XVIII secolo e gli inizi del XIX secolo, si deve al Bibliotecario dell'Augusta Luigi Canali (1759-1841).
I volumi conservati sono circa 650: tra questi emergono opere di interesse umanistico, con prevalenza di opere classiche, grammatiche e lessici latini e greci.
In lingua volgare è la rara edizione delle Terze Rime di Dante (1501).

### Fondo Silvestri
Il conte Ludovico Silvestri (Roma, 1915 - Perugia, 1979) appassionato bibliofilo, dal dopoguerra fu titolare della Libreria antiquaria Bianchino dal Leone, vero e proprio centro di cultura dal quale ebbe origine la Casa editrice Volumnia. La sua passione per i libri e le stampe antiche lo portò a mettere insieme una vera e propria biblioteca specializzata, ospitata a palazzo Ansidei, ricca di preziosi quanto rari repertori bibliografici. Tale raccolta, comprendente 63 volumi antichi, venne comprata dalla Regione dell'Umbria e sistemata in un'apposita stanza della Biblioteca Augusta intitolata allo stesso Silvestri.

### Fondo Gurrieri
Ottorino Gurrieri (Siracusa, 1905 - Perugia, 1992), originario di Siracusa, sin da bambino si stabilisce a Perugia e qui si laurea in Giurisprudenza. Fu giornalista, studioso di storia e d'arte locale. Per anni ricoprì la carica di presidente dell'Azienda di soggiorno di Perugia e della Brigata degli Amici dell'Arte, fu docente presso l'Accademia di Belle Arti e Ispettore onorario ai monumenti.
Il fondo da lui donato alla biblioteca comprende circa 8.000 volumi, tra cui molte edizioni di particolare interesse per la storia locale e per la storia dell'arte in generale. Il fondo è attualmente in corso di catalogazione.
Con i libri erano pervenute anche parte delle carte del suo archivio privato, ora riunito al fondo già esistente presso l'Archivio di Stato di Perugia, riordinato ed inventariato.

### Fondo Rotelli
Il fondo donato da Giammaria Rotelli (Corciano, 1757 - Corciano, 1832) comprende molti opuscoli di materie ecclesiastiche riguardanti soprattutto Perugia raccolti dagli altri fratelli don Anastasio e il cardinale Luigi Rotelli (1833-1891), di origine corcianesi.

### Fondo Bruschi
Domenico Bruschi (Perugia, 1787 - Perugia, 1863), perugino, professore di medicina e di botanica presso l'Università di Perugia, dove istituisce l'orto botanico. Il Fondo Bruschi è entrato a far parte del patrimonio librario della Biblioteca Augusta nella seconda metà dell'Ottocento. È costituito da 1.146 opuscoli contenuti in 124 cartelle di argomento medico, veterinario, farmaceutico e botanico, pubblicati prevalentemente nel periodo 1700-1850, di cui 664 anteriori al 1830, con alcune cinquecentine e seicentine, molti estratti o stampe di articoli pubblicati in riviste specializzate.

### Fondo Marroni
Ettore Marroni (Roma, 1875 - Biella, 1943), giornalista, si firmava "Bergeret",scrisse per "Il mattino" di Napoli e "La stampa " di Torino, appassionato bibliofilo e collezionista, possedeva una ricca biblioteca acquistata dal Comune di Perugia intorno al 1890. La raccolta originaria è stata smembrata: attualmente il fondo comprende 263 volumi miscellanei formati da opuscoli rilegati insieme e divisi in due serie: una letteraria e l'altra di materie mediche e scientifiche. Le monografie sono state collocate a formato all'interno del Fondo antico, seppur contrassegnate dal timbro Fondo Marroni.

### Fondo Blasi
Nel 1930 Virgilio Blasi (Spello, 1855 - Perugia, 1930) lasciò in eredità all'Augusta i suoi libri e le sue varie collezioni: raccolte di monete e di scudi del secolo XVIII e XIX, di medaglie risorgimentali, di medaglie della Prima Guerra mondiale e persino di figurine delle scatolette di fiammiferi. Ne è stato fatto un elenco di consistenza.

### Fondo Guardabassi
Fondo librario della famiglia Guardabassi che ebbe fra i suoi più illustri esponenti il patriota Francesco (Perugia, 1793 - Perugia, 1871), e suo figlio, l'artista e storico dell'arte Mariano (Perugia, 1823 - Perugia, 1880) ed il nipote, il medico, scrittore e patriota Mariano Guardabassi (Perugia, 1896-Ivi, 1952).
Donato alla biblioteca Augusta nel 2002, è composto da circa 6.000 volumi di letteratura italiana e straniera, da testi di storia, filosofia e religione. Fanno parte del fondo diverse cinquecentine, seicentine e volumi del ‘700. Non è né inventariato né schedato.

### Fondo Gatti
Donati nel 1995 dall'avvocato Gerardo Gatti (Perugia, 1940 - 2015), i circa 300 volumi sono una preziosa collezione di opere specifiche sul gioco del bridge, comprende testi in inglese, francese e italiano.

### Fondo Lipinsky
Angelo Lipinsky (Roma, 1904 - Morlupo, 1986) fu storico dell'arte specializzato in storia dell'arte orafa e delle sue tecnologie. La sua biblioteca, che è composta da 1.000 volumi, 805 opuscoli miscellanei e circa 400 fascicoli di riviste, fu acquisita dalla Regione Umbria e ceduta in comodato d'uso al Comune di Perugia. Tutte le opere, pervenute in Biblioteca Augusta nel 2002, sono state inventariate e catalogate e figurano nel catalogo online. È un fondo di opere di storia dell'arte caratterizzata da testi in tedesco, francese e inglese, oltre che in italiano, riguardanti le arti orafe, il cesello e le arti minori in genere.

### Fondo Schott

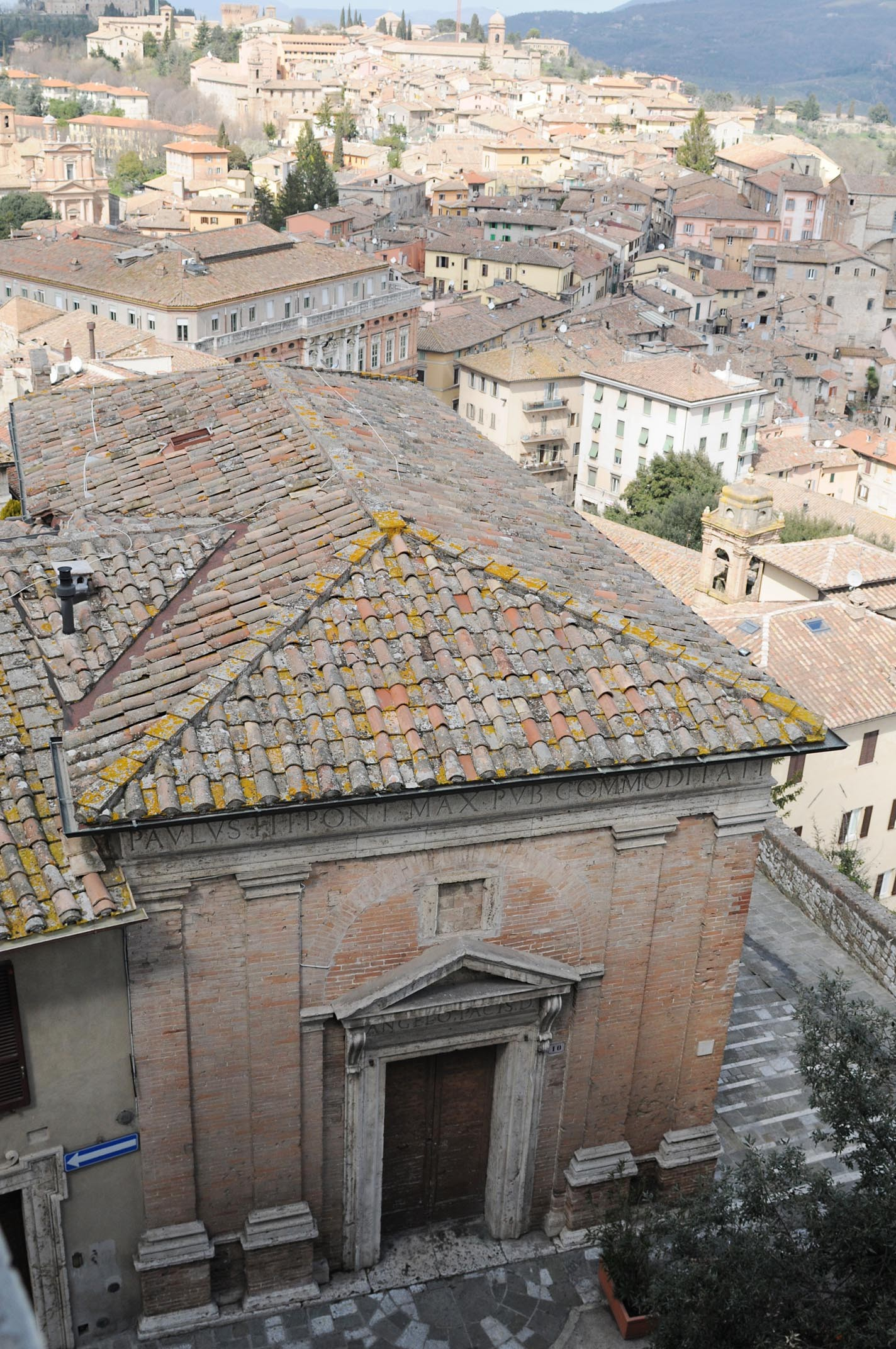
Facciata di Sant'Angelo della Pace in Porta Sole, attuale 'Sala Binni' della Biblioteca Augusta di Perugia

Rolf Schott (Magonza, 1891 - Città del Vaticano, 1977) fu storico dell'arte e scrittore tedesco vissuto per più di quarant'anni a Roma e qui deceduto. Nel 2009 la sua biblioteca e gran parte del suo archivio privato sono stati donati dagli eredi alla Biblioteca Augusta. Il fondo è composto di fotografie, carte di lavoro, bozze di opere a stampa manoscritte e dattiloscritte ed un vasto carteggio. Inoltre si hanno circa 800 testi, di cui 69 libri antichi, per lo più in lingua tedesca, di arte, letteratura, filosofia e religione, che documentano la cultura tedesca e internazionale moderna e contemporanea.
Accanto al Fondo librario è pervenuto l'archivio privato (1880-1990 ca.), consistenza 96 fascicoli attuali, è esempio di un moderno archivio formato non solo da scritti autografi, lettere e carteggi, diplomi, attestati, ma anche da ritagli di giornale, locandine, dépliant, manifesti, cartoline, fotografie, audio/video registrazioni.

### Fondo Pizzoni
Don Canzio Pizzoni (Narni, 1885 - Perugia, 1969), sacerdote promotore del movimento modernista per il rinnovamento della Chiesa cattolica: le sue idee, dapprima osteggiate, vennero ampiamente rivalutate durante il Concilio Vaticano II.
La sua biblioteca pervenne in Augusta nel 1970. 
Accanto al fondo librario è pervenuta cospicua parte dell'archivio privato (1880-1970 ca.), consta di 17 buste, ma una parte più cospicua è conservata presso l'Archivio di Stato di Perugia. Si tratta di corrispondenza, ritagli di giornali, appunti, commenti e locandine, alcune lettere dell'allora cardinale Montini Giovanni Battista Montini, don Luigi Piastrelli, don Primo Mazzolari e di diversi esponenti politici e culturali della metà del XX secolo, tra cui Aldo Moro e l'archivio aggregato di Mons. Giovanni Battista Rosa, con lettere di Pio X.

### Fondo Sereni
Clara Sereni (Roma, 1946 - Zurigo, 2018) scrittrice e giornalista italiana ha donato la sua biblioteca all'Augusta nel 2008.
Si tratta di circa 3.000 libri in cui la letteratura femminile italiana e straniera è ampiamente documentata, molti sono i volumi che testimoniano la cultura, la letteratura e la storia del popolo ebraico e naturalmente circa un centinaio di titoli hanno come autori la stessa Clara o altri membri della famiglia Sereni.
Il fondo non è stato lasciato tutto insieme, lo si è considerato come un apporto vivo alle collezioni delle biblioteche del Sistema bibliotecario perugino e le biblioteche di Perugia hanno selezionato le opere ritenute più adatte alle rispettive raccolte. Più di 950 opere di letteratura narrativa sono andate ad arricchire gli scaffali della Biblioteca Sandro Penna di San Sisto, particolari e preziose opere di culinaria sono state selezionate dalla Biblioteca Villa Urbani.
Tutto il resto è presso la Biblioteca Augusta. I testi sono spesso impreziositi da ex libris della famiglia Sereni e da dediche di autori o traduttori tra cui quelle di Pietro Ingrao, Miriam Mafai, Vittorio Foa, Susanna Tamaro, Francesca Sanvitale e Giorgio Napolitano.

### Fondo Binni
Walter Binni (Perugia, 1913 - Roma, 1997) è stato un critico letterario e politico italiano. Dal 1936 antifascista liberalsocialista con Aldo Capitini, nel 1946 fu deputato del PSIUP all'Assemblea Costituente. Docente universitario dal 1948, applicò il suo metodo storico-critico allo studio delle poetiche.
È stato uno dei maggiori studiosi della poetica e della poesia di Giacomo Leopardi. La sua biblioteca è stata recentemente donata alla Regione dell'Umbria il fondo si compone di circa 15.000 volumi ed è stato depositato presso l'Augusta a disposizione del pubblico.
Con tale cessione si rinnova questa usanza di alto valore civico della donazione di una biblioteca privata alla città di Perugia attraverso la conservazione nella Biblioteca Augusta.

## Servizi
I servizi offerti dalla Biblioteca Augusta e dalle biblioteche del Sistema sono descritti nelle pagine istituzionali. La Biblioteca fa parte del sistema bibliotecario perugino, permettendo agli iscritti di accedere ai servizi di tutte le biblioteche della città grazie ad un unico tesseramento.